# Sopla
Souffle
L'eau-forte Sopla (en français Souffle) est une gravure de la série Los caprichos du peintre espagnol Francisco de Goya. Elle porte le numéro 69 dans la série des 80 gravures. Elle a été publiée en 1799.

## Interprétations de la gravure
Il existe divers manuscrits contemporains qui expliquent les planches des Caprichos. Celui qui se trouve au Musée du Prado est considéré comme un autographe de Goya, mais semble plutôt chercher à dissimuler et à trouver un sens moralisateur qui masque le sens plus risqué pour l'auteur. Deux autres, celui qui appartient à Ayala et celui qui se trouve à la Bibliothèque nationale, soulignent la signification plus décapante des planches.
- Explication de cette gravure dans le manuscrit du Musée du Prado :
Gran pesca de chiquillos hubo, sin duda, la noche anterior; el banquete que se prepara será suntuoso; buen provecho.
(Il y a eu une grand pêche de gamins, sans doute, la nuit précédente; le banquet sera somptueux; bon appétit[2].

- Manuscrit de Ayala :
Los niños son objeto de mil obscenidades para los viejos y relajados.
(Les enfants sont l'objet de mille obscénités de la part des vieux et des gens sans morale)[2].

- Manuscrit de la Bibliothèque nationale :
Los hombres estragados hacen mil diabluras con los niños;[...].
(Les hommes corrompus font mille diableries avec les enfants)[2].

Sopla est une des estampes où Goya a utilisé la métaphore des sorcières et de leurs actes diaboliques comme symbole du mal qui définit les êtres humains. Dans la seconde partie des Caprices, à partir de El sueño de la razón (fig. 34), axe central des quatre-vingt estampes du livre, dix-huit sont dédiées aux sorcières. Sopla est une de celles avec la technique de la plus grande finesse et complexité et contient ce qui est peu fréquent dans cette série, la signature de l'artiste, ce qui pourrait indiquer qu'il s'agit de l'une des premières gravures. 
Il existe quatre dessins préparatoires.
La première idée de la scène apparaît déjà dans le dessin 57 de l'Album B et son titre descriptif, « La tía chorriones enciende la Oguera ». La sorcière experte utilise l'enfant comme soufflet pour aviver le feu du sabbat. 
Le second dessin préparatoire est intitulé : « Proclamación de Brujas ». C'est un dessin à la sanguine (voir lien ci-dessous avec le dessin du Musée du Prado) qui mesure 200 × 135 mm. On y voit une jeune sorcière soufflant par la bouche de l'enfant de l'air, qui ressort par son anus comme s'il s'agissait d'une trompette, ce qui laisse imaginer la force du son et la pression de l'air. Un sorcier nu se sert d'un enfant comme pupitre pour soutenir les livres qu'il consulte, pendant qu'il défèque dans la bouche ouverte d'une tête géante à l'expression satisfaite. Le dessin mesure 200 × 135 mm.
Un troisième dessin préparatoire est intitulé : « Sueño 6. Pregon de Brujas proibiendo a las que no pasan de treinta años, por mas merito que tengan » (Songe 6. Proclamation publique de sorcières interdisant celles qui n'ont pas trente ans, quels que soient les mérites qu'elles ont). Ce dessin à la plume et encre de noix de galle mesure 232 × 153 mm.
Un quatrième dessin à la plume (Musée du Prado, D-4192), intitulé par Goya « Sueño de brujas consumadas », présente la scène définitive, en donnant comme exemple de maîtrise suprême la domination des enfants, en les soumettant à sa volonté et en atteignant son but, dans ce cas la visée précise par laquelle elle attise le feu. 
La virtuosité de la sorcière est mise en évidence dans l'estampe définitive grâce à l'expression de satisfaction, pour avoir atteint son but, pendant que le reste des sorciers et sorcières admirent l'habileté de la virtuose. En l'air, une sorcière volante regarde avec une tendresse quasi maternelle les deux enfants qu'elle apporte à la réunion des sorcières et une autre étend ses ailes puissantes de hibou, levant au ciel son regard reconnaissant.
Goya fait référence aux sorcières de Zugarramurdi condamnées par le tribunal de l'Inquisition de Logroño. Elles utilisaient des enfants et des victimes innocentes pour les martyriser durant leurs cérémonies de nuit.

## Technique de la gravure
L'estampe appartient aux rares que le peintre a signées, toujours dans le coin inférieur gauche.
L'estampe mesure 210 × 148 mm sur une feuille de papier de 306 × 201 mm.
Goya a utilisé l'eau-forte, l'aquatinte brunie, le burin et la pointe sèche.
Le premier dessin préparatoire est intitulé : « La tía chorriones enciende la Oguera ». Le dessin préparatoire est à l'encre de noix de galle. Dans l'angle inférieur gauche, au crayon : « 27 ». Le dessin préparatoire mesure 246 × 174 mm.
Le second dessin préparatoire est intitulé : « Proclamación de Brujas ». C'est un dessin à la sanguine (voir lien ci-dessous avec le dessin du Musée du Prado) qui mesure 200 × 135 mm. 
Le troisième dessin préparatoire est intitulé : « Sueño 6. Pregon de Brujas proibiendo a las que no pasan de treinta años, por mas merito que tengan ». Le dessin préparatoire est à l'encre de noix de galle. Il mesure 232 × 153 mm. Dans la marge supérieure, au crayon : « 6 ». Dans la marge inférieure, au crayon : « Sueño. / Pregon de Brujas proibiendo a las / qe. no pasan de treinta años, pr. mas merito qe tengan / en [bolar (?)] ».
Le quatrième dessin préparatoire est intitulé : « Sueño 7. Sueño de Brujas consumadas ». Le dessin préparatoire est à l'encre de noix de galle avec des traces de crayon noir. Il mesure 244 × 169 mm. Dans la marge supérieure, au crayon : « 7 ». Dans la marge inférieure, au crayon : « Sueño de Brujas / consumadas ». Dans l'angle inférieur gauche, au crayon : « 37 ». Dans l'angle inférieur droit, au crayon : « 88 ».

## Catalogue
- Numéro de catalogue G02157 de l'estampe au Musée du Prado.
- Numéro de catalogue D04155 du second dessin préparatoire au Musée du Prado.
- Numéro de catalogue D04156 du troisième dessin préparatoire au Musée du Prado.
- Numéro de catalogue D04192 du quatrième dessin préparatoire au Musée du Prado.
- Numéro de catalogue 51-1-10-69 de l'estampe au Musée Goya de Castres.